# Marie-France Pisier
Marie-France Claire Pisier, född 10 maj 1944 i Đà Lạt, Franska Indokina, död 24 april 2011 i Toulon, Provence-Alpes-Côte d'Azur, var en fransk skådespelerska och manusförfattare. Hon drunknade i en swimmingpool i Toulon.

## Utmärkelser
Pisier har bland annat vunnit två Césarpris för sina insatser.

## Roller i urval
- 1962 – Kärlek vid 20 år
- 1968 – Stulna kyssar
- 1974 – Céline och Julie gör en båttur (även manus)
- 1975 – Cousin, cousine
- 1976 – Barocco
- 1976 – Över hans döda kropp
- 1977 – På andra sidan midnatt
- 1979 – Kärlek på flykt (även manus)
- 1979 – Systrarna Brontë
- 1980 – Scruples (TV-serie)
- 1981 – Chanel Solitaire
- 1994 – Tous les jours dimanche